# Lazarův mlýn
Lazarův mlýn v Pátku v okrese Nymburk je vodní mlýn, který stojí uprostřed obce na pravém břehu Sánského kanálu pod rybníkem U Lazara. Je chráněn jako nemovitá kulturní památka České republiky; předmětem ochrany je budova mlýna v areálu statku č.p. 47, přilehlý úsek Lánské struhy s torzem jezu a pozemky vymezeného areálu.

## Historie
Mlýn byl postaven roku 1820 mlynářem Riegrem na Sánském kanálu založeném již v 15. století pro napájení rybníka Blato. Později byl doplněn o stodolu a sýpku. V roce 1905 jej Josef Kavalír modernizoval. K roku 1930 byl v majetku rodiny Lazarovy. Pracoval do roku 1952 a v jeho interiéru bylo až do 90. let 20. století dochované kompletní vybavení válcovými stolicemi (zaniklo).

## Popis
Obdélná patrová budova mlýna má valbovou střechu krytou bobrovkami; její delší strana přiléhá k vodnímu toku. Zdivo je z pískovcových kvádrů a drobnějších opukových kvádříků. V přízemí se nachází klenutá krupárna a šalanda pro mleče, v patře býval byt mlynáře. Původní omítky zcela zanikly, nedochovalo se ani zařízení mlýna a přístavek nad turbínou v bývalém jezu.
Voda tekla na vodní kolo od jezu. Mlýn měl 3 vodní kola na spodní vodu, která byla v roce 1905 nahrazena Francisovou turbínou. K roku 1930 zde byla turbína Girard o průtoku 1,24 m³/s, spádu 2,5 metru s výkonu 30 kW.

## Okolí mlýna
Kolem mlýna vede turistická značená trasa  1033 z Nymburka do Milovic a cyklostezka 2, EC4, Labská.